# Лук чашеносный
Лук чашено́сный (лат. Allium cupuliferum) — многолетнее травянистое растение, вид рода Лук (Allium) семейства Луковые (Alliaceae).

## Распространение и экология
В природе ареал вида охватывает Памиро-Алай, Туркестанский хребет и Тянь-Шань. Эндемик.
Произрастает на каменистых склонах.

## Ботаническое описание
Многолетнее растение с шаровидной луковицей диаметром 0,75—2 см, покрытой черноватыми, бумагообразными оболочками и стеблем высотой 15—40 (до 100) см покрытым выступающими жилками.
Листья в числе одного—трёх, шириной 0,5—3,0 см, линейно-ланцетные или ланцетные, по краю шероховатые или гладкие, до двух раз короче стебля.
Чехол в несколько раз короче зонтика, коротко заострённый. Зонтик пучковатый или полушаровидный, немногоцветковый, очень рыхлый. Цветоножки неравные, в два—шесть раз длиннее околоцветника, при основании без прицветников. Листочки узкоколокольчатого околоцветника розово-фиолетовые, с более тёмной жилкой, линейно-продолговатые, наружные в полтора раза шире, тупые, длиной 10—15 мм. Нити тычинок в два раза короче листочков околоцветника, на две трети между собой и с околоцветником сросшиеся, выше только между собой сросшиеся, треугольные, внутренние в полтора раза шире и почти в два раза длиннее наружных.
Коробочка почти шаровидная, диаметром около 7 мм.

## Таксономия
Вид Лук чашеносный входит в род Лук (Allium) семейства Луковые (Alliaceae) порядка Спаржецветные (Asparagales).
|  |                                      |  |                                                             |                                                             |                   |  | ещё 24 семейства (согласно Системе APG II) | ещё 24 семейства (согласно Системе APG II) |                     |  |  |  | ещё более 870 видов |
|  |                                      |  |                                                             |                                                             |                   |  | ещё 24 семейства (согласно Системе APG II) | ещё 24 семейства (согласно Системе APG II) |                     |  |  |  | ещё более 870 видов |
|  |                                      |  |                                                             | порядок Спаржецветные                                       |                   |  |                                            |                                            | род Лук             |  |  |  |                     |
|  |                                      |  |                                                             | порядок Спаржецветные                                       |                   |  |                                            |                                            | род Лук             |  |  |  |                     |
|  | отдел Цветковые, или Покрытосеменные |  |                                                             |                                                             | семейство Луковые |  |                                            |                                            | вид Лук чашеносный  |  |  |  |                     |
|  | отдел Цветковые, или Покрытосеменные |  |                                                             |                                                             | семейство Луковые |  |                                            |                                            |                     |  |  |  |                     |
|  |                                      |  | ещё 44 порядка цветковых растений (согласно Системе APG II) | ещё 44 порядка цветковых растений (согласно Системе APG II) |                   |  |                                            | ещё около 300 родов                        | ещё около 300 родов |  |  |  |                     |
|  |                                      |  |                                                             | ещё 44 порядка цветковых растений (согласно Системе APG II) |                   |  |                                            |                                            | ещё около 300 родов |  |  |  |                     |